# Marero (barco)
El Marero fue un barco pesquero español, hundido en aguas del golfo de Vizcaya debido a un fuerte temporal el 20 de diciembre de 1998 con ocho tripulantes a bordo.
El pesquero era un barco palangrero botado en la década de 1950, de 22 metros de eslora y 5,20 metros de manga. En el momento del naufragio tenía como puerto base la localidad vasca de Pasajes (Guipúzcoa). Su matrícula era la SS-1-2432.

## Hundimiento
La madrugada del 20 de diciembre de 1998 el Marero navegaba por el golfo de Vizcaya después de una jornada de pesca. La mayor parte de la tripulación probablemente descansaba. Aunque se desconocen con exactitud las circunstancias del naufragio, estudios posteriores señalaron que la causa se pudo deber a una rápida ciclogénesis explosiva que en pocos minutos generó un intenso y repentino oleaje en el sector del golfo de Vizcaya en el que se encontraba el Marero. El Instituto Nacional de Meteorología español había lanzado un aviso por temporal el día anterior en donde alertaba por mar gruesa a causa del viento. Las organizaciones meteorológicas francesa y británica habían avisado por temporal con vientos de fuerza 6 y 7 y rachas de intensidad 8 en la Escala de Beaufort. Finalmente se registró mar arbolada de fuerza 8 con olas de hasta 14 metros, es decir, una situación peor a la prevista y lo que probablemente llevó a los pesqueros de la zona a confiarse de la situación durante esa madrugada. Toda la flota de bajura estuvo faenando la jornada anterior.
El último contacto con el pesquero se produjo el día 19 de diciembre, en una comunicación por radio entre el armador y el patrón. Se había acordado una nueva llamada para el día 21, la cual nunca ocurrió. El Marero desapareció sin dar señal de socorro, lo que probablemente indica que su hundimiento tuvo lugar repentinamente debido a una fuerte ola, entre las dos y las cuatro de la madrugada, sin posibilidad de que la tripulación reaccionase. Tras no recibir información del pesquero, otros buques que faenaban en las proximidades iniciaron su búsqueda, posteriormente relevados por los servicios de rescate marítimo de Francia y España. En las labores de búsqueda, que duraron dos semanas, sólo se pudo encontrar algunos restos del naufragio.
En febrero de 1999 el arrastrero vizcaíno Alba do Mar recuperó en sus redes a 110 millas de la costa vasca el cadáver de uno de los tripulantes del Marero. Dos meses más tarde el Lagarde II, un arrastrero francés, recuperó el cuerpo del patrón del Marero, especulándose también con la posibilidad de que el pecio se encontrase a 80 millas frente a la costa de Arcachón y a una profundidad de 160 metros.